# Cyrtosia
Cyrtosia – rodzaj roślin jednoliściennych z rodziny storczykowatych (Orchidaceae). Obejmuje 7 gatunków występujących w tropikalnej i wschodniej Azji. Wszystkie są zielnymi roślinami myko-heterotroficznymi.

## Morfologia

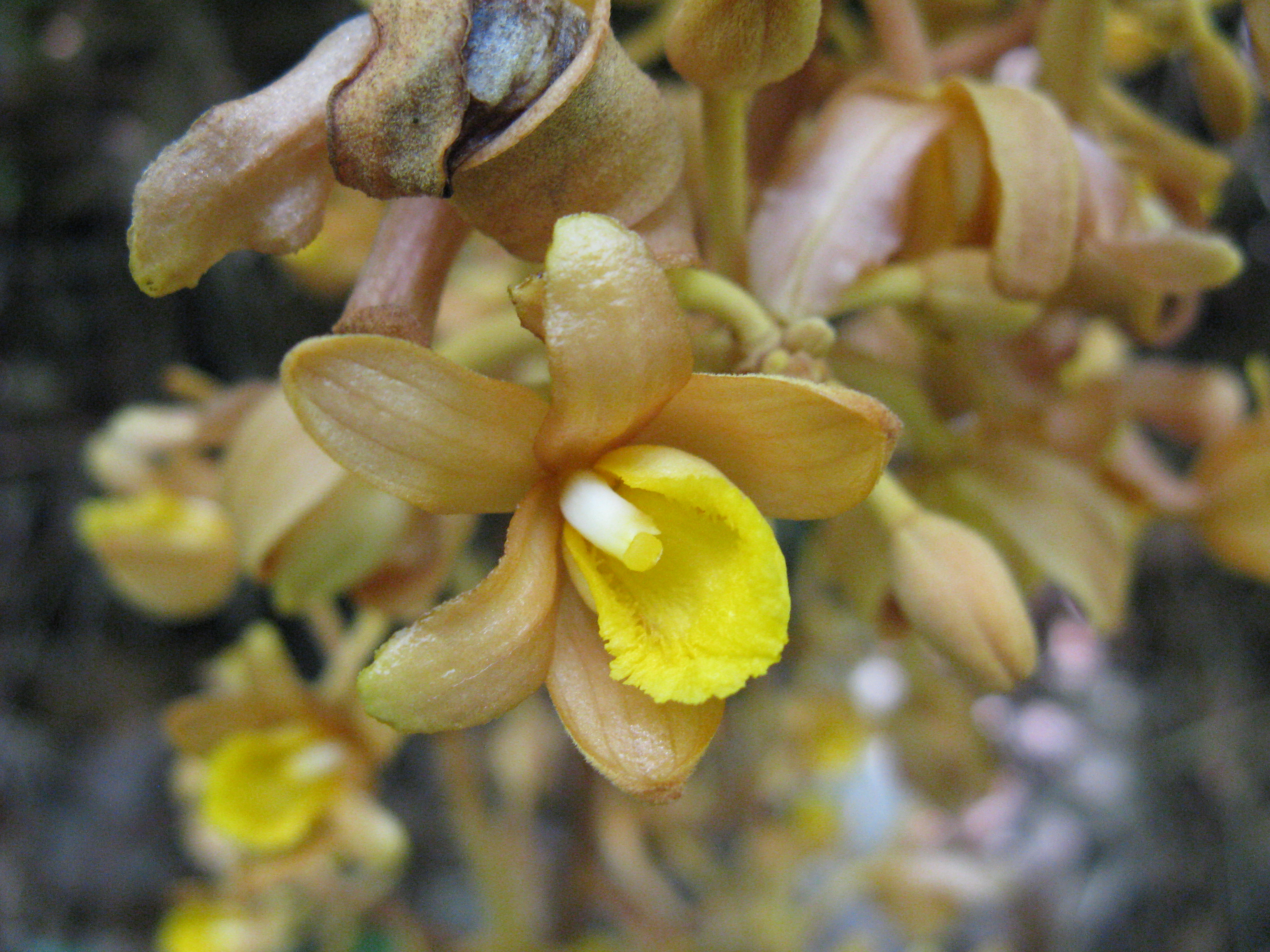
Kwiat C. septentrionalis

ŁodygaProsto wzniesiona, pojedyncza lub rozgałęziona, mięsista, barwy żółtobrązowej lub czerwonobrązowej, z łuskami wyrastającymi w węzłach. Często z jednego kłącza wyrasta kilka łodyg nadziemnych.
Organy podziemneTęgie, mięsiste kłącze, czasem z bulwiasto zgrubiałymi korzeniami.
KwiatyZebrane po kilka lub wiele w kwiatostan szczytowy lub boczny typu wiecha lub grono. Oś kwiatostanu owłosiona, kwiaty wsparte przysadkami. Kwiaty średnich rozmiarów, o listach okwiatu stulonych. Listki zewnętrznego okółka od zewnątrz często owłosione. Płatki okółka wewnętrznego gładkie. Warżka prosta, niepodzielona, bez ostrogi. Prętosłup masywny, nieco wygięty, rozszerzony w górnej części. Pylnik szczytowy, dwukomorowy, z dwoma pyłkowinami.
OwoceMięsisty, niepękający.

## Systematyka
Pozycja systematyczna według Angiosperm Phylogeny Website (aktualizowany system APG III z 2009)
Należy do plemienia Vanilleae w podrodzinie Vanilloideae Szlachetko, stanowiącej jeden ze starszych kladów w obrębie rodziny storczykowatych (Orchidaceae).
Wykaz gatunków
- Cyrtosia falconeri (Hook.f.) Aver.
- Cyrtosia integra (Rolfe ex Downie) Garay
- Cyrtosia javanica Blume
- Cyrtosia lindleyana Hook.f. & Thomson
- Cyrtosia nana (Rolfe ex Downie) Garay
- Cyrtosia septentrionalis (Rchb.f.) Garay
- Cyrtosia taiwanica K.H.Wang & T.P.Lin